# 查爾塔
查爾塔（西班牙語：Charta）是哥倫比亞的城鎮，位於該國東北部，由桑坦德省負責管轄，距離首府布卡拉曼加38公里，始建於1927年，面積125平方公里，海拔高度2,191米，2005年人口3,069。
7°17′N 72°58′W / 7.283°N 72.967°W